# Panorama de l’arrivée en gare de Perrache pris du train
Pour plus de détails, voir Fiche technique et Distribution.
Panorama de l’arrivée en gare de Perrache pris du train est un court métrage documentaire muet français réalisé en 1896 et produit par la Société Lumière.

## Description
Panorama de l’arrivée en gare de Perrache à Lyon pris du train.

## Remarque
Les maisons qui défilent à l'image n'existent plus.

## Fiche technique
- Titre original : Panorama de l’arrivée en gare de Perrache pris du train
- Réalisation : Inconnu
- Production : Société Lumière
- Lieu de tournage : gare de Perrache à Lyon (France)
- Pays de production : France
- Vue no  : 130
- Genre : Documentaire
- Technique: Travelling latéral de gauche à droite.
- Format : Court métrage — Muet — Noir et blanc - 1,30:1
- Durée : 43 s
- Date de réalisation : 1896
- Dates de sortie :
  - France :  8 novembre 1896 à Lyon
  - Italie : août 1938 à la Mostra de Venise
  - Italie : 26 juin 2016 à la Il cinema ritrovato

## Sources
- Catalogue Lumière, « August-Brücke » (consulté le 10 février 2024).